# Chmielowszczyzna
Chmielowszczyzna – wieś w Polsce, położona w województwie podlaskim, w powiecie sokólskim, w gminie Szudziałowo.
| SIMC    | Nazwa            | Rodzaj     |
| ------- | ---------------- | ---------- |
| 0041944 | Chmielowszczyzna | kolonia    |
| 0041950 | Knyszewicze Małe | przysiółek |

W latach 1975–1998 wieś administracyjnie należała do województwa białostockiego.
Prawosławni mieszkańcy wsi podlegają parafii pw. Św. Apostołów Piotra i Pawła w niedalekim Samogródzie. Wierni kościoła rzymskokatolickiego należą do parafii św. Wincentego Ferreriusza i św. Bartłomieja Apostoła w Szudziałowie. 